# Tebello Nyokong
Tebello Nyokong (n. 20 de octubre de 1951) es una química sudafricana y profesora en la Universidad de Rhodes. 
Obtuvo la Orden de Mapungubwe de Bronce de la presidencia de Sudáfrica. En 2012, fue premiada con la Medalla de Oro del Instituto Químico Sudafricano, y fue considerada como una de las 10 mujeres más influyentes en ciencia y tecnología en África por IT News África. Sus investigaciones tratan sobre la  foto-terapia dinámica, un método de tratamiento de cáncer alternativo a quimioterapia.

## Biografía
Nyokong proviene de una familia pobre. De niña, fue enviada a vivir con sus abuelos en las montañas de Lesoto. Aprendió  ciencia observando la fauna y flora mientras trabajaba cuidando ovejas, sin poder ir a la escuela todos los días. En entrevistas, Nyokong dijo que una de las ambiciones de su niñez era poseer su propio par de zapatos.
Recibió su Certificado escolar Cambridge en el extranjero en 1972.
Nyokong obtuvo su título de grado en química y biología de la Universidad de Lesoto en 1977. Asistió a la Universidad McMaster en Ontario, Canadá, para realizar su Magisterio en Química. En 1987, recibió su Ph.D en Química de la Universidad de Ontario Occidental. Después de ganar su PhD, recibió una beca Fulbright para continuar sus estudios posdoctorales en la Universidad de Notre Dame en los Estados Unidos.
Después de finalizar su beca Fulbright, Nyokong regresó a Lesoto, para trabajar en la Universidad de Lesoto. En 1992,  comenzó a trabajar en la Universidad de Rhodes. La Fundación Nacional de Investigación le otorgó un puntaje alto en el ranking lo cual la ayudó a obtener un laboratorio de investigación propio en la universidad.
Es conocida por su investigación en nanotecnología, así como también su trabajo en terapia foto-dinámica.  Su investigación allana el camino para detectar y tratar el cáncer de manera más segura, sin los efectos debilitantes de la quimioterapia.
En 2009 recibió el premio L'Oreal-UNESCO para “Mujeres en Ciencia”. En 2011 recibió el premio Mujeres Distinguidas en Química de la RSC (Sociedad Real de Química)/ PACN (Red de Química Pan-Africana) 
En 2014, como profesora en la Universidad de Rhodes en Grahamstown, fue protagonista de un retrato fotográfico para Adrian Steirn, "21 iconos", quien la imaginó regresando a su función de la niñez como pastora de ovejas pero como una adulta llevando su guardapolvo de química. Las copias del cuadro fueron vendidas para caridad.